# Калмурзаева, Акмаржан Кайратовна
Акмаржан Кайратовна Калмурзаева (род. 25 декабря 1995 года, Шымкент, Южно-Казахстанская область, Казахстан) — казахстанская фристайлистка, специализирующаяся в лыжной акробатике, участница зимних Олимпийских игр 2018 и 2022 годов.

## Биография
На зимних Олимпийских играх 2018 года в Пхёнчхане Акмаржан Калмурзаева не смогла выйти в финал соревнований. По итогам первой квалификации она с результатом 58,58 баллов заняла 21-е место, во второй квалификации набрала 47,32 баллов и стала 16-й.
На зимней Олимпиаде 2022 в Пекине Калмурзаева во второй квалификации с результатом 98.68 баллов прошла в финал. В финале в первой попытке Калмурзаева заняла 12-е место с оценкой 52,36. Во второй попытке не смогла финишировать, и судьи дали ей возможность совершить прыжок, с которым она справилась. С результатом 71,72 баллов она заняла итоговое 11-е место и не смогла пройти в «большой финал», в котором разыгрывались медали Олимпиады.